# Giulio Fabrizio Tomasi
Giulio Fabrizio Tomasi, huitième prince de Lampedusa, neuvième duc de Palma, baron de Montechiaro et de La Torretta, grand d'Espagne et pair de Sicile, est un aristocrate italien, né à Palerme le 12 avril 1813 et mort à Florence le 27 septembre 1885. Il était astronome. Son arrière-petit-fils Giuseppe Tomasi di Lampedusa s'est inspiré de lui pour écrire son roman Le Guépard, et son personnage principal, le prince Fabrizio Salina.

## Biographie
Ce que nous savons de lui nous vient principalement de ce qu'en dit l'écrivain lui-même, mais aussi du contenu de sa bibliothèque personnelle, aujourd'hui en partie conservée à Palerme dans les archives familiales.
Giulio Tomasi est l'héritier d'une importante famille de l'aristocratie sicilienne : en 1831, il hérite de son père, Giuseppe Tomasi e Colonna, les titres de prince de Lampedusa (it) et de duc de Palma di Montechiaro. Grand d'Espagne, il siège aussi parmi les Pairs du Royaume de Sicile jusqu'en 1848. De sa mère allemande, Carolina Wochinger, il conserve un attachement au scientisme des Lumières. Il épouse Maria Stella Guccia e Vetrano, fille du marquis de Ganzaria et tante du mathématicien Giovanni Battista Guccia, fondateur du Cercle mathématique de Palerme .
Sa riche bibliothèque personnelle témoigne d'une vaste curiosité, ne serait-ce que par ses volumes traitant d'astronomie, de mathématiques et de physique, notamment la Mécanique analytique de Joseph-Louis Lagrange et l'un des tout premiers volumes imprimés du Kosmos d'Alexander von Humboldt.
En 1853, il crée son propre observatoire astronomique, dans sa villa de la Piana dei Colli, au nord de Palerme : connue aujourd'hui sous le nom de Villa Lampedusa, on l'appelait alors l'"Observatoire sur les Collines du Prince de Lampedusa". À sa mort à Florence en 1885, cet observatoire est divisé entre ses héritiers, qui vendent le matériel astronomique.